# Капуста з горохом

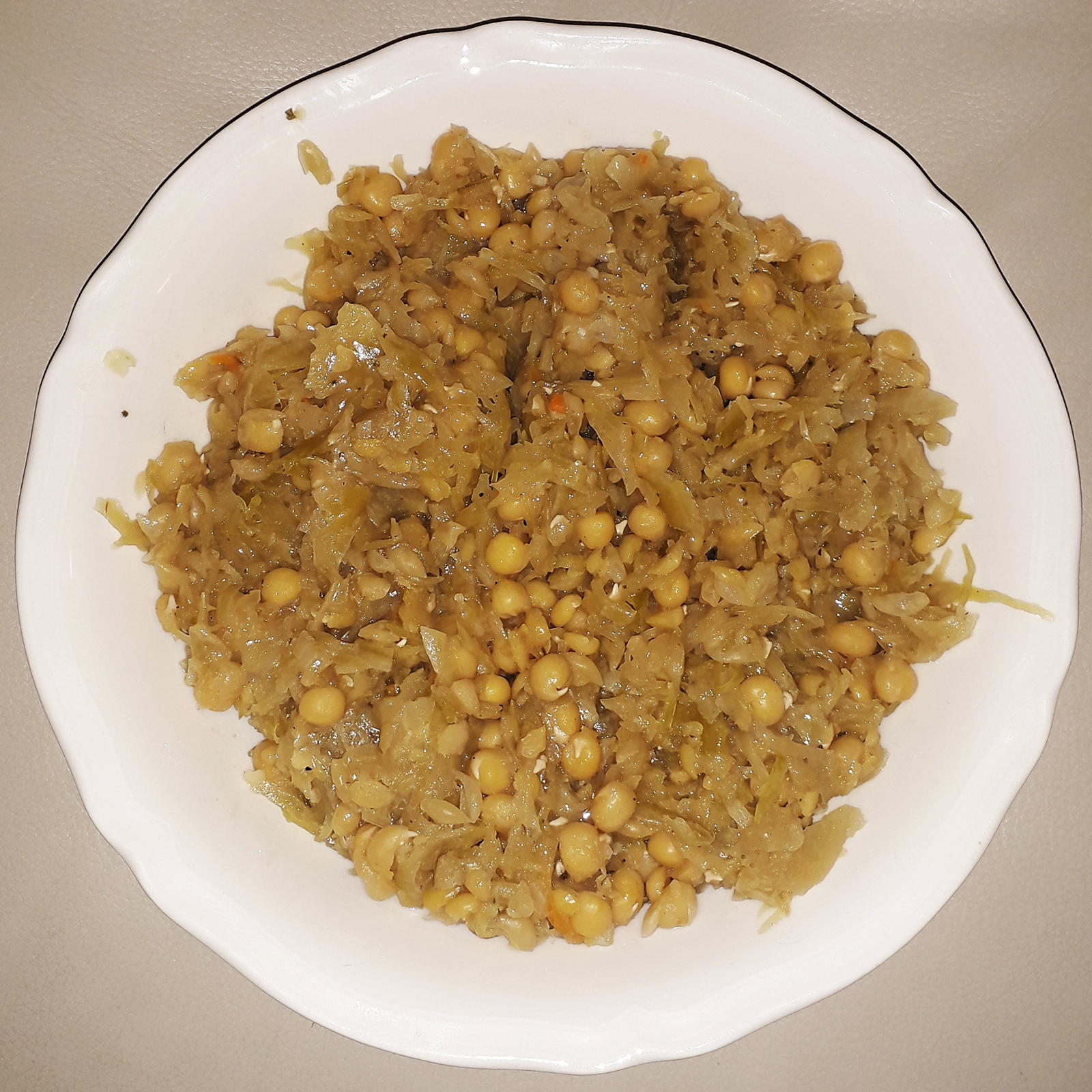
Капуста з горохом

Капуста з горохом — традиційна польська страва, яку часто подають на Святвечір. Основними інгредієнтами страви є: очищений горошок, квашена капуста та спеції. У Великопольщі її називають цюпку з горохом. 

## Історія та традиція
Капусту та горох вирощують у Польщі вже понад тисячу років. Капуста була настільки популярною, що її вирощували по всій країні і споживали протягом року. Для урізноманітнення монотонного раціону до капусти додавали різні добавки. Великою популярністю користувалося поєднання капусти та гороху, яке додатково посипали смальцем або салом. Цю страву подавали переважно в Центральній Польщі для особливих випадків. Жодне весілля не могло пройти без гороху та капусти. Була також пісна версія, яку подавали на Святвечір чи Великдень. Донині горох та капуста з’являються на польських столах як основна страва напередодні Різдва. 

## Спосіб приготування (пісна версія)

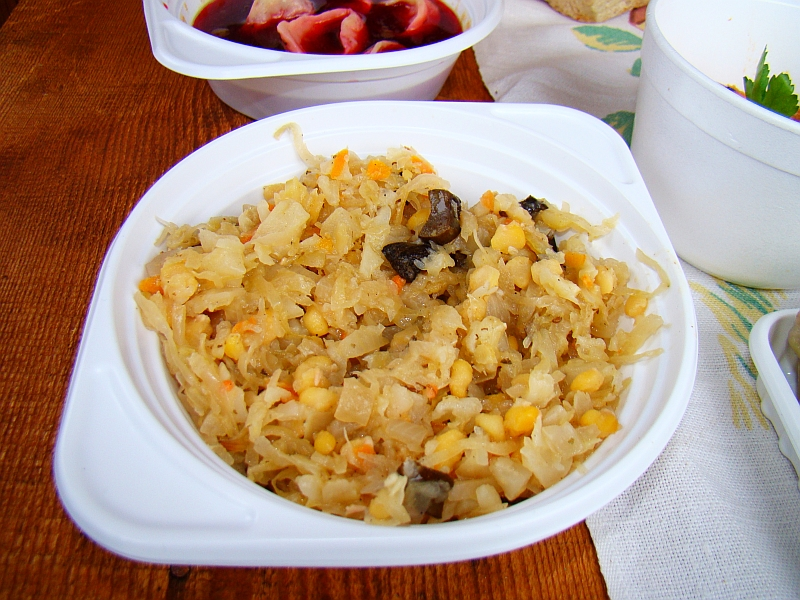
Капуста з горохом

Основний інгредієнт цієї страви — горох і (середньокисла) квашена капуста. Очищений горошок (цілий або половинки) слід залити окропом і відкласти на замочування. Потім готувати на повільному вогні, поки він не розм’якне, і згідно з деякими рецептами навіть починає розсипатися. Після закипання потрібно процідити горох, залежно від рецепту, просіяти через сито, перемішати або залишити цілим. Капусту подрібнити, залити окропом і варити на повільному вогні з додаванням лаврового листя і зерен духмяного перцю. Коли капуста пом'якшиться, потрібно додати до неї горошок і перемішати. За смаком можна додати подрібнену цибулю, попередньо вимочену в олії. Великопольська «цюпка з горохом» як страва на Святвечір, містить замість олії сало, на якій з цибулі і пшеничного борошно готується підлива, яку додають до капусти. 
Спеції, які додаються до гороху з капустою: сіль, перець, майоран або кмин. Після приправлення їжі її слід прокип'ятити й відкласти у прохолодне місце на ніч. Горох з капустою смакує найкраще на другий або третій день після приготування. 